# Trộm cắp cưỡng bức
Trộm cắp cưỡng bức hay hội chứng nghiện trộm cắp (tiếng Anh: kleptomania, tiếng Hy Lạp: kλεπτομανία) là sự thôi thúc trộm cắp tài sản không phải của bản thân. Người mắc hội chứng này luôn có ý nghĩ không thể kiềm chế về việc lấy cắp đồ của người khác chỉ để tiêu khiển, làm chiến lợi phẩm chứ không sử dụng hay bán đi. Họ trở nên hưng phấn, giải toả căng thẳng khi trộm cắp, mặc dù đôi khi cảm thấy tội lỗi nhưng sau đó vẫn không thể cưỡng lại được ý muốn này.

## Nguyên nhân
Các nghiên cứu y học cho rằng căn nguyên của hội chứng này xuất phát từ những mất mát trong quá khứ mà người bệnh đã phải trải qua. Đó có thể là mất đi người thân hoặc tài sản nào đó quan trọng, gây ảnh hưởng tâm lý cho người bệnh.
Mặt khác, một số nhà sinh học khẳng định đây là sự rối loạn điều hòa của các chất dẫn truyền thần kinh, ảnh hưởng tới chức năng và hoạt động của bộ não.

## Đặc điểm
Khác với tội trộm cắp tài sản, trộm cắp cưỡng bức không phải vì lợi ích cá nhân. Trên hết, người bệnh thực hiện hành vi chỉ vì cảm giác thoải mái, thỏa mãn, giảm bớt lo âu và căng thẳng. Họ lấy trộm đồ mà không có nhu cầu sử dụng và trên thực tế hoàn toàn có thể mua được món đồ đó. Trong nhiều trường hợp, đó chỉ là những món đồ ít hoặc không có giá trị tiền bạc, chúng sau sẽ được cất, bỏ đi hoặc thậm chí bí mật trả lại cho chủ cũ. Người mắc hội chứng này hành động đơn độc, tự phát, trong khi nhiều tội phạm trộm cắp sẽ có kế hoạch chi tiết và có đồng phạm.
Địa điểm kích thích người bệnh lấy trộm là những nơi công cộng, ví dụ như cửa hàng, tạp hóa, hội chợ hoặc ở các sự kiện, buổi tiệc. Họ cũng có thể ăn cắp của bạn bè, người quen.
Kleptomania có thể dẫn tới mâu thuẫn trong quan hệ gia đình, công việc. Bệnh cũng có liên quan đến các rối loạn tâm thần khác như chứng bất ổn tâm lý, lo lắng, trầm cảm. Ngoài ra, vì trộm cắp là phạm tội, người bệnh có thể phải đối mặt với pháp lý và nguy cơ bị bắt giữ, tống giam.

## Điều trị
Nguyên nhân của hội chứng này hiện chưa được xác định rõ, vì vậy cũng chưa có phương pháp điều trị cụ thể. Người bệnh có thể sử dụng các biện pháp trị liệu tâm lý, thuốc chống trầm cảm.